# Dmitri Pavloutski
Dmitri Ivanovitch Pavloutski (en russe : Дмитрий Иванович Павлуцкий), mort le 21 mars 1747, est un explorateur et militaire russe.
Chef d'expéditions militaires en Tchoukotka, il est surtout connu pour ses campagnes de génocide contre le peuple indigène Tchouktches.

## Biographie
Dès 1641, des explorateurs russes entrent en contact avec les Tchouktches. Les Russes ont montré peu d'intérêt pour la région jusqu'à la fin du XVIIe siècle, lorsque la richesse potentielle du pays sur le trajet menant à l'Amérique du Nord devient connue. Cependant, les expéditions dans le détroit de Béring ont souvent été attaquées par les peuples autochtones habitant la région.
En 1725, le tsar Pierre Ier ordonne une expédition militaire russe pour conquérir les Tchouktches, mais l'expédition échoue et son commandant, le major Afanassi Chestakov (Афанасий Шестаков), est tué en mars 1730 près de la rivière Paren. Une autre expédition est ordonnée en 1731, cette fois dirigée par le major Pavloutski. Il mène des expéditions punitives, utilise des tactiques destructrices telles que l'abattage en gros, l'incendie de villages, la chasse des rennes et la capture de femmes et d'enfants,. Les Tchouvanes, les Koryaks et les Youkaguirs finissent par se soumettre à l'Empire russe et demande d'être protégés contre les Tchouktches qui résistent.
Le 12 mars 1747, un groupe de 500 guerriers tchouktches attaque le fort d'Anadyrsk commandé par Pavloutski. Le régiment de Pavloutski, composé de 131 hommes, de 96 cosaques et de 35 alliés koryaks, part à leur poursuite et les rattrapent près de la colonie de Markovo (en). Pavloutski ordonne une attaque malgré le manque de renforts, et son régiment en infériorité numérique est finalement vaincu. Pavloutski, portant une armure de cotte de mailles de fer, parvient à s'échapper indemne du champ de bataille mais est encerclé sur une petite colline voisine et tué. Sa tête aurait été coupée et gardée par les Tchouktches en trophée durant des années. Le corps de Pavloutski est enterré à Iakoutsk.
En 1750, il devient évident que les Tchouktches seraient difficiles à conquérir. Saint-Pétersbourg change de tactique et signe une paix formelle avec eux en 1778. Les Tchouktches sont entrés dans un commerce pacifique avec les Russes, et à partir de 1788, il y avait une foire commerciale annuelle sur la basse Kolyma. Bien que l'Empire russe ait déclaré l'ensemble de la Sibérie soumise à la fin du XVIIIe siècle, les Tchouktches ont refusé d'accepter la suzeraineté russe jusqu'à la Révolution russe de 1917.